# Río Cali
Río Cali är ett vattendrag i Colombia.   Det ligger i departementet Valle del Cauca, i den västra delen av landet, 290 km väster om huvudstaden Bogotá.